# Delianuova

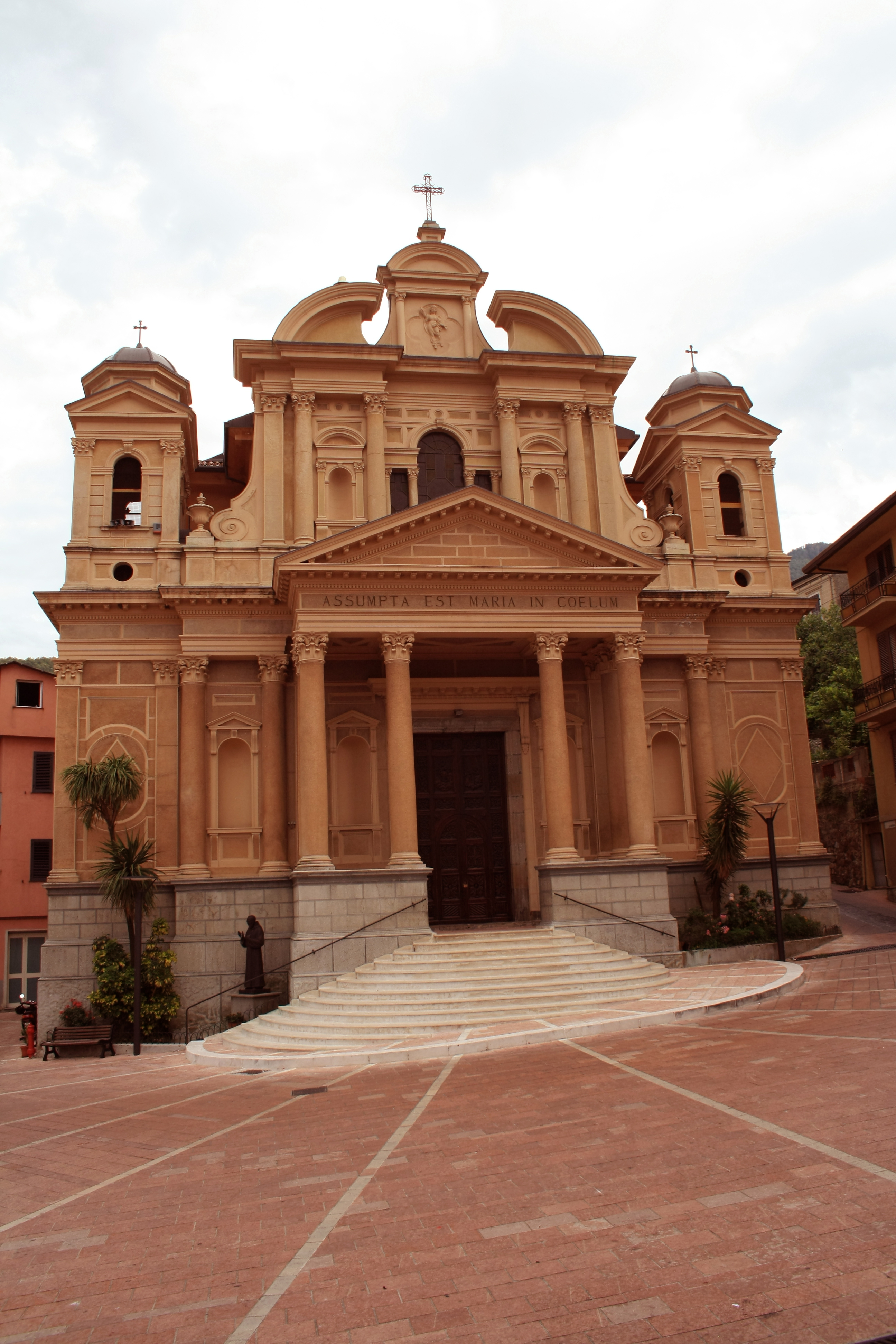
Chiesa di Maria S.S. Assunta

Delianuova ist eine italienische Stadt in der Metropolitanstadt Reggio Calabria in Kalabrien mit 3056 Einwohnern (Stand 31. Dezember 2023).

## Lage und Daten
Delianuova liegt 62 km nordöstlich von Reggio Calabria am nördlichen Abhang des Aspromonte. Die Nachbargemeinden sind Cosoleto, San Luca und Scido.

## Sehenswürdigkeiten
In der Kirche S. Nicola steht eine Statue aus dem 15. Jahrhundert. In der Pfarrkirche befinden sich Statuen aus dem 16. Jahrhundert. Im Ort gibt es eine Ruine eines Klosters.